# Afera Bergu
Afera Bergu – publiczne kontrowersje, głównie w środowisku emigracyjnym Polaków w Wielkiej Brytanii, spowodowane ujawnieniem na przełomie 1952 i 1953, w związku z operacją MBP prowadzoną pod kryptonimem „Cezary”, faktu finansowania przez zachodnie służby specjalne: SIS oraz CIA m.in. ośrodka szkoleniowego Rady Politycznej w Bergu (Bawaria, RFN), a także stronnictw (głównie Stronnictwa Narodowego) wchodzących w skład Rady Politycznej. Kontrowersje łączono z oskarżeniami „o handel śmiercią” (życiem kurierów i konspiratorów), w związku z falą aresztowań oraz wyroków śmierci w PRL wobec działaczy konspiracji niepodległościowej.

## Początek i przebieg „afery”
23 grudnia 1952 do konsulatu PRL w Berlinie Wschodnim zgłosili się pracownicy tajnego ośrodka szkoleniowego w Bergu: Jan Ostaszewski vel Paweł Choma oraz Wanda Macińska vel Wanda Weber – w rzeczywistości agenci MBP – „ujawniając” finansowanie tego ośrodka przez zachodnie służby specjalne oraz przekazując dane nt. wysyłanych do Polski kurierów, tras przerzutu ludzi, pieniędzy, dokumentów oraz inne dane dotyczące konspiracji niepodległościowej w PRL. Wkrótce potem funkcjonariusze bezpieki aresztowali ok. 230 osób, a komunistyczne sądy skazały 15 z nich na śmierć, a 55 na długoletnie więzienie.
W 1953 Kazimierz Tychota, zwolniony z funkcji kierownika drugiego z ośrodków szkoleniowych, opublikował listy otwarte: jeden zaadresowany do prezesa Stronnictwa Narodowego Tadeusza Bieleckiego, drugi pt. „Stosunek Prezydium do Kraju”. Opublikował także broszurę pt. „Ostatni Raport” oraz skierował do przedstawiciela emigracyjnego Rządu R.P. (w RFN) pismo – podobnie jak wymienione publikacje – oskarżające 8 emigracyjnych polityków o „działanie na szkodę interesu narodowego”.
W reakcji na publikacje Tychoty prezydent RP August Zaleski publicznie zarzucił Radzie Politycznej działalność agenturalną. Stanisław Mackiewicz opublikował broszury pt. „O handel śmiercią” oraz „O sąd obywatelski nad handlarzami śmiercią”, zarzucając politykom Stronnictwa Narodowego kupczenie życiem kurierów i konspiratorów w Polsce. Emigracyjny minister sprawiedliwości Kazimierz Okulicz 1 czerwca 1954 sporządził wniosek „o wszczęcie sprawy Bergu przed Sądem Obywatelskim”. Po bezskutecznej próbie uruchomienia procesu opublikował „Zbiór dokumentów w sprawie Bergu”.
23 sierpnia 1953 były członek władz SN Jan Matłachowski (według późniejszych ustaleń historyków współpracownik bezpieki) zorganizował w sprawie „afery Bergu” konferencję prasową dla dziennikarzy polskich w Londynie. Wszystkie te działania wywołały silne publiczne kontrowersje oraz wzburzenie opinii społecznej.

## Podłoże „afery Bergu”
Współtworzące rząd (do lutego 1949) Stronnictwo Narodowe, poprzez swego działacza Zygmunta Berezowskiego kontrolowało ministerstwo spraw wewnętrznych oraz jego struktury wywiadowcze. Po utracie rządowego finansowania, działacze Stronnictwa podjęli negocjacje z „płk. Davisem” z CIA, aby znaleźć źródło pokrycia kosztów utrzymania placówek wywiadowczych w brytyjskiej i amerykańskiej strefie okupacyjnej na terenie Niemiec, we Francji, Belgii oraz Austrii. Po utworzeniu Rady Politycznej, kierownik Działu Krajowego Rady Edward Sojka (SN), w lipcu 1950 zawarł umowę o współpracy z CIA; na początku 1951 podobną umowę zawarł z brytyjską SIS. Obie umowy zostały zaakceptowane przez zastępców Sojki: Tadeusza Żenczykowskiego (NiD) oraz Franciszka Białasa (PPS). Według późniejszych ustaleń, w wyniku umowy z CIA Rada otrzymała ponad milion dolarów na wspieranie antykomunistycznej, niepodległościowej konspiracji w Polsce. Z pieniędzy zachodnich służb w części finansowano także bieżące koszty utrzymania stronnictw.
Dzięki współpracy z zachodnimi służbami utworzono dwa ośrodki szkoleniowe:
- ośrodek „Północ” – z siedzibą w Oerlinghausen; od wiosny 1952 w Mülhein, kierował nim Kazimierz Tychota (od 1 października 1950 do 30 grudnia 1952), później Wiktor Zdrzałka. Działał do marca 1953.
- ośrodek „Południe” – w Rottach nad jeziorem Tegernsee (do kwietnia 1951), później w Monachium (do czerwca 1952), potem w Bergu, kierował nim Stanisław Komendowski (od 1 października 1950 do 30 marca 1951), potem Władysław Furka. Ośrodek działał do lipca 1953[1].

Dwaj przeszkoleni konspiratorzy: Dionizy Sosnowski oraz Stefan Skrzyszowski w nocy 4/5 listopada 1952 zostali zrzuceni na spadochronach w okolicach Koszalina, aby wesprzeć w Polsce działania konspiracyjnego Zrzeszenia Wolność i Niezawisłość. Wskutek infiltracji struktur WiN przez funkcjonariuszy MBP, prowadzących grę operacyjną „Cezary”, obaj 6 grudnia 1952 zostali aresztowani, skazani na śmierć.

## Komisja do Rozpatrzenia Spraw Łączności z Krajem
W celu wyjaśnienia okoliczności „afery Bergu” Tymczasowa Rada Jedności Narodowej powołała Komisję do Rozpatrzenia Spraw Łączności z Krajem. 28 stycznia 1956 komisja złożyła obszerne sprawozdanie. Stwierdzono w nim, że nie tylko rząd, ale także ugrupowania polityczne są uprawnione do utrzymywania łączności z krajem; ponadto że łączność ta wymaga wsparcia finansowego, że działania wywiadowcze są nieuniknione. W konkluzji komisja stwierdziła, że działania podejmowane w interesie polskim, nawet gdy są finansowane z obcych źródeł, nie mają charakteru agenturalnego.

## Konsekwencje „afery Bergu”
Pomimo takiej konkluzji sprawozdania komisji, opinia społeczna fakt współpracy z zachodnimi służbami oceniła jako moralnie naganny. Bezpośrednimi konsekwencjami „afery Bergu” oraz powiązanej z nią „operacji Cezary” było nie tylko rozpracowanie struktur antykomunistycznej konspiracji w Polsce oraz wspierających je ośrodków na Zachodzie, ale także publiczne skompromitowanie emigracyjnych środowisk politycznych. Utrudniło to na długie lata zjednoczenie środowisk emigracyjnych.